# Psittacus timneh
Espèce
Statut de conservation UICN

 EN  : En danger
Le Perroquet timneh (Psittacus timneh) est une espèce d'oiseaux de la famille des Psittacidae.

## Répartition et sous-espèces

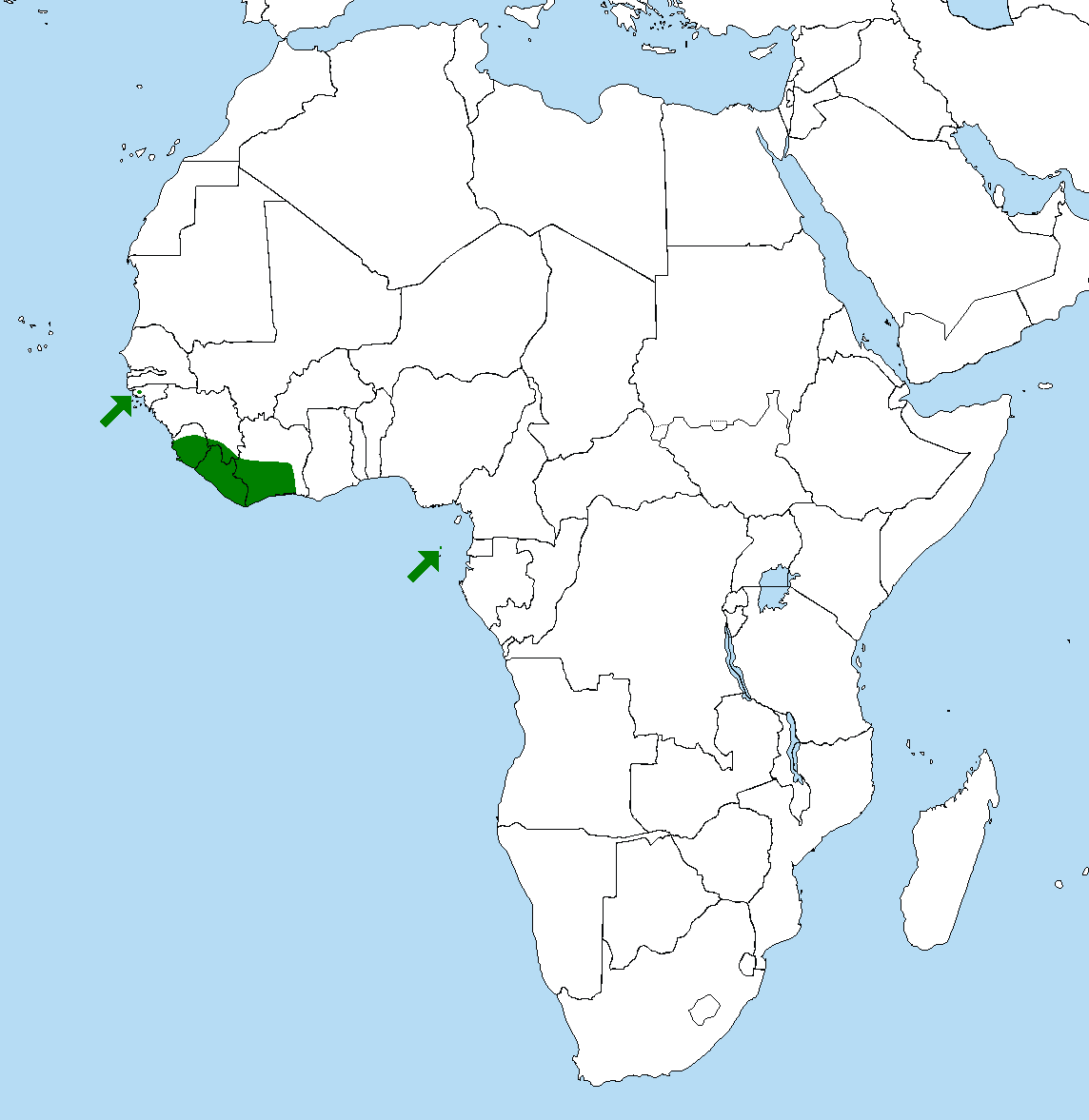
aire de répartition

- P. t. timneh Fraser, 1844 — Afrique de l'Ouest : de la Guinée à la Côte d'Ivoire ;
- P. t. princeps Alaxander, 1909 — Principe (île).

## Conservation
Il est classé comme vulnérable par l'UICN.

## Description
De taille moyenne, il peut mesurer entre 28 et 33 centimètres et peser jusqu'à 375 grammes.
Son plumage est principalement gris tacheté, avec un masque blanc et des yeux jaune pâle.

## Capacités
Le Timneh et le Gris du Gabon sont prisés pour leur capacité d'éloquence.